# Manège de Munich
 (janvier 2022).

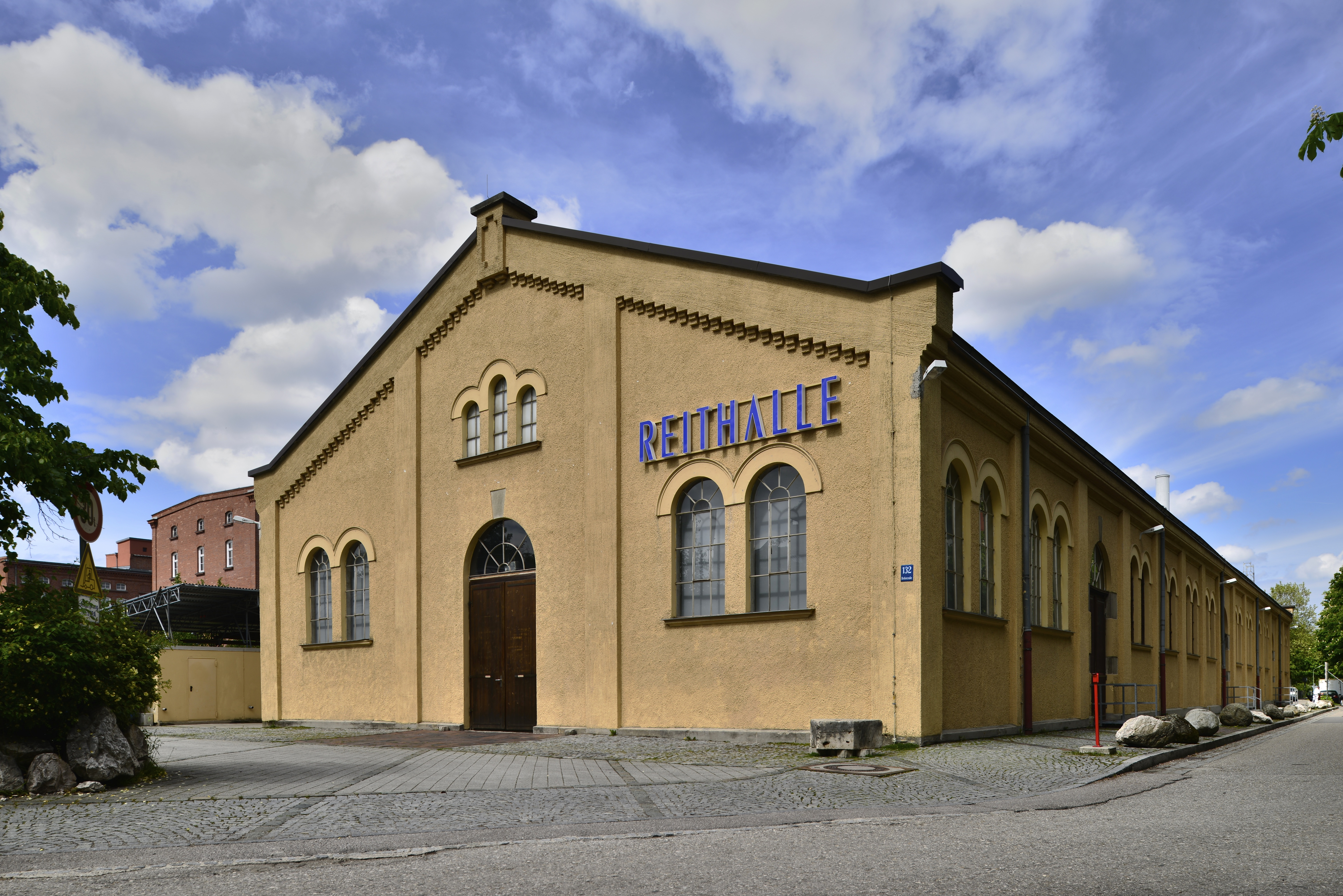
Vue de la façade de la Heßstrasse 132, côté sud-ouest

Le manège de Munich (en allemand : Reithalle München) est un ancien manège du district munichois de Schwabing-Ouest, qui sert aujourd'hui de lieu de rencontres et d'évènements.

## Histoire et description
Il a été créé en 1894 pour le 2e régiment d'infanterie (de) construit dans le quartier des casernes d'Oberwiesenfeld et utilisé ensuite comme salle de parade. Environ un siècle plus tard, l'édifice, aujourd'hui classé monument historique, a été restauré dans le style néo-roman. Le fonctionnement interne des quelque 1200 mètres carrés (17,6 × 68,9 m) de la grande salle sont conservés. L'intérieur de la salle peut être modifié en raison de la conception ouverte sans éléments porteurs. Selon la disposition de la pièce et la décoration intérieure, il peut accueillir jusqu'à 780 personnes. La salle appartient à l'État libre de Bavière, est louée à une société privée et peut être utilisée comme un site évènementiel. Des représentations de l'Opéra d'État de Bavière y ont parfois également lieu.